# Saßnitz-Express

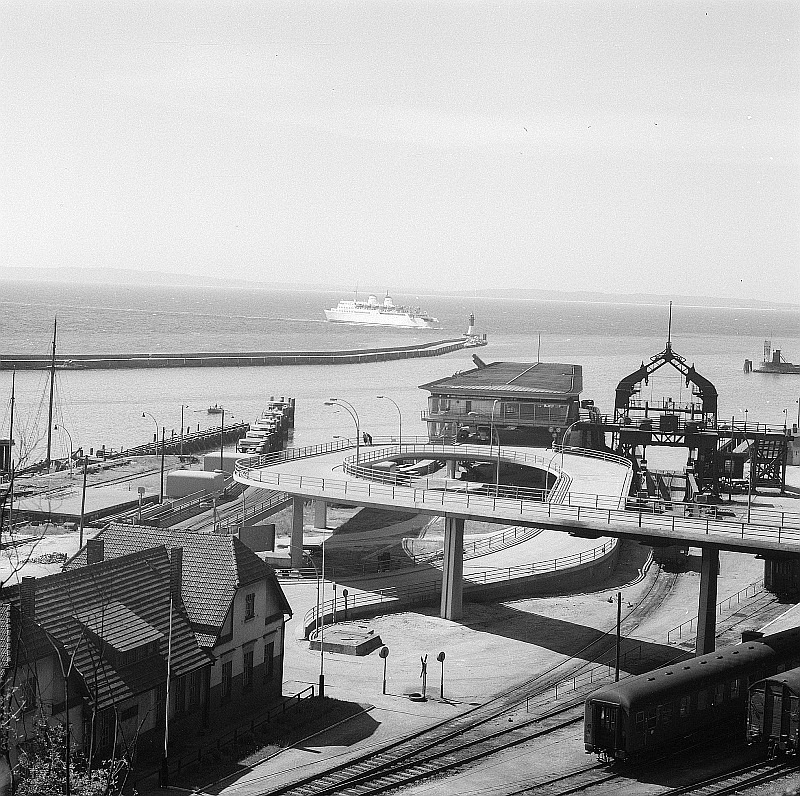
Saßnitz Hafen, Ausgangspunkt des „Saßnitz-Express“, um 1962

Der Saßnitz-Express (auch Saßnitz-Expreß, ab 1994 Sassnitz-Express) war ein von 1955 bis 1998 zwischen Deutschland und Schweden über die Königslinie verkehrender Fernzug. Er wurde zunächst als Verbindung zwischen Schweden und der westdeutschen Bundesrepublik Deutschland konzipiert, stellte dann aber über Jahrzehnte die wichtigste Nachtverbindung zwischen Berlin und Schweden dar. Zwischen 1998 und 2000 wurde die Verbindung unter dem Namen Nils Holgersson betrieben und dann von der Deutschen Bahn (DB AG) eingestellt.

## Geschichte

### 1955–1958: Schnelltriebwagen zwischen Saßnitz und München
Neben dem von 1955 bis 1962 ebenfalls über die Königslinie verkehrenden Balt-Orient-Express war der nach der Gemeinde Saßnitz (ab 1993 Sassnitz), dem deutschen Ausgangspunkt der Königslinie, benannte Saßnitz-Express der zweite mit Namen versehene internationale Fernzug in der DDR. Er wurde von der Deutschen Reichsbahn (DR) zum Sommerfahrplan 1955 mit der Zugnummer FDt 129/130 (bei der DB als Ft 129/130 bezeichnet) eingeführt und verkehrte in den ersten Jahren nur im Sommer an zwei Tagen pro Woche. Lediglich im Winterfahrplan 1956/57 verkehrte er bedarfsweise. Als Laufweg erhielt der Zug zunächst die Verbindung zwischen dem Bahnhof Sassnitz Hafen und München, wobei die DDR einschließlich Berlin zunächst ohne fahrplanmäßige Halte durchquert wurde. Ab dem Sommerfahrplan 1957 hielt der Zug auch in Berlin Ostbahnhof. Im Saßnitzer Hafen bestand direkter Anschluss zur Fähre nach Trelleborg. In Schweden bestand jeweils passend eine direkte Verbindung zwischen Trelleborg und Stockholm. Anders als beim Balt-Orient-Express und anderen trajektierten Zügen mussten die Fahrgäste in Saßnitz und Trelleborg jeweils zwischen Fähre und Zug umsteigen. Erster bzw. letzter Halt auf westdeutschem Boden war Hof Hauptbahnhof. 
Mit der Einrichtung des Zuges verband die Deutsche Reichsbahn die Hoffnung, mit attraktiven Reisezeiten Teile des devisenträchtigen Fernverkehrs zwischen Schweden und der Bundesrepublik Deutschland über ihre Strecken lenken zu können. Da zum Zeitpunkt der Einführung die Vogelfluglinie noch über die provisorische Fährverbindung nach Großenbrode Kai lief, war die Reisezeit zwischen Stockholm und München gegenüber den Zügen durch Dänemark etwa zwei bis drei Stunden kürzer, trotz des langen Kontrollaufenthalts im Bahnhof Gutenfürst an der innerdeutschen Grenze. Die DR setzte einen der wenigen ihr verbliebenen, komfortablen Schnelltriebwagen der Vorkriegszeit ein. Ein erster Vorschlag zur Einrichtung war allerdings bereits 1953 von den Schwedischen Staatsbahnen (SJ) auf der Europäischen Fahrplankonferenz in Athen gemacht worden.

### 1958–1959: Lokbespannt ab Malmö

Zuglauf des Saßnitz-Express ab 1958

1958 wandelte die Reichsbahn den Saßnitz-Express in einen lokbespannten Zug mit Speisewagen um. Der nunmehrige FD 129/130 (bei der DB als F 129/130 bezeichnet) verkehrte täglich, allerdings weiterhin nur im Sommer. Er erhielt zudem einen Schlafwagen nach Malmö, der als einziger Wagen des Zuges mit der Fähre nach Trelleborg trajektiert wurde. 
Für Fernzüge im innerdeutschen Verkehr ungewöhnlich war der Laufweg nördlich von Hof über die als Nebenbahn eingestufte Bahnstrecke Mehltheuer–Weida und weiter über Gera, Zeitz und Weißenfels nach Halle (Saale) Hbf. Dieser relativ langsame Laufweg wurde in der Regel von Zugläufen im Fernverkehr ansonsten lediglich bei Umleitungen genutzt und nur in wenigen Fahrplanjahren planmäßig befahren. Von Halle aus führte der Zuglauf über Dessau Hbf in Richtung Berlin. Nördlich von Berlin verkehrte der Saßnitz-Express über Neubrandenburg. Mit Ausnahme der Fernbahnhöfe auf der Berliner Stadtbahn und Saßnitz Hafen gab es beim Saßnitz-Express keine planmäßigen, zum Fahrgastwechsel zugelassenen Halte in Berlin und auf DDR-Gebiet.

### 1959–1973: Schnellzug zwischen Stockholm und München
Bereits ein Jahr später wurde der Zuglauf 1959 erneut verändert. Der nun als D 129/130 nummerierte Saßnitz-Express verkehrte jetzt ganzjährig und täglich, der Schlafwagenlauf wurde aufgrund einer veränderten Fahrplanlage auf die Strecke zwischen München und Berlin beschränkt. Er nutzte zudem nicht mehr die Strecke über Gutenfürst und Hof, sondern über den Grenzbahnhof Probstzella. Nach Malmö verkehrte ab München ein Liegewagen und ein normaler Sitzwagen. Zwischen Süddeutschland und Berlin stellte der Saßnitz-Express damit die Nachtverbindung her, neben den Liege- und Schlafwagen ab München erhielt der Zug in Nürnberg einen weiteren Liegewagen als Kurswagen von Stuttgart. 
Bis 1961 bediente der Zug noch Verkehrshalte in der DDR südlich von Berlin, diese entfielen nach dem Bau der Berliner Mauer am 13. August 1961. Nördlich von Berlin führte der Zug ebenfalls einen Speisewagen bis Saßnitz sowie einen Schlafwagen Berlin – Stockholm. Zudem übernahm der Saßnitz-Express den bislang im Balt-Orient-Express geführten Schlafwagen von Warschau nach Stockholm. Letzterer entfiel 1962 wieder. Ab Sommerfahrplan 1965 ergänzten an mehreren Wochentagen mit RIC-Schlafwagen der SŽD ausgestattete Kurswagen zwischen Stockholm bzw. Oslo und Moskau den Zugstamm des D 130 in Richtung Berlin, in der Gegenrichtung liefen diese Wagen in anderen Zügen.
1968 änderten die beteiligten Bahnen erneut die Fahrplanlage des Saßnitz-Express und die Strecke zwischen München und Berlin wurde nicht mehr nachts, sondern tagsüber zurückgelegt. Damit entfielen die Schlaf- und Liegewagen zwischen Berlin und den süddeutschen Zielen. Dafür wurden die SŽD-Kurswagen jetzt in beiden Richtungen im Saßnitz-Express befördert, der erneut neue Zugnummern erhielt und als D 127/128 gefahren wurde. Ein weiterer Schlafwagen war aufgrund der Nachfrage zudem zwischen Berlin und Malmö im Einsatz. Die bisherige Fahrplanlage des Saßnitz-Express im Tagesverkehr über die Königslinie übernahm der neu eingeführte Zuglauf mit dem Namen „Berlinaren“. 1971 erhielt der Zug wieder einen Schlafwagen ab München, der nördlich von Berlin jedoch, zusammen mit einem ebenfalls von München kommenden Sitzwagen, als Kurswagen im Ostsee-Express nach Kopenhagen lief. Ein Jahr später wechselte südlich von Berlin die Streckenführung von der Frankenwaldbahn über Probstzella auf die frühere Führung über Hof und Gutenfürst, nachdem die DDR der Nutzung dieses Übergangs für den Transitverkehr nach West-Berlin zugestimmt hatte.

### 1973–1992: Stockholm – Berlin
Erneut grundlegend verändert wurde der Zuglauf zum Sommerfahrplan 1973. Der Ostsee-Express übernahm den Abschnitt zwischen München und Berlin, der Saßnitz-Express verkehrte lediglich noch zwischen Berlin Ostbahnhof und Stockholm. Die Schlafwagenläufe nördlich von Berlin blieben unverändert, ergänzend kam ein Kurswagen von bzw. nach Hannover in den Zug, mit dem der West-Berliner Bahnhof Zoologischer Garten weiterhin in den Zuglauf eingebunden wurde. Erneut erhielt der Saßnitz-Express neue Zugnummern, als D 318/319 fuhr er nun bis 1998. 1979 wurde der Zuglauf auf den Abschnitt Berlin – Malmö verkürzt. Der Schlafwagen Berlin – Stockholm fuhr danach nur in Richtung Berlin im Saßnitz-Express, in Gegenrichtung im Berlinaren. Der Hannoveraner Kurswagen wurde durch einen Wagen von bzw. nach München ersetzt. Ab 1983 entfiel der Münchner Kurswagen. Zur Anbindung West-Berlins erhielt der Saßnitz-Express mit dem D 1318/1319 einen Flügelzug, der nur zwischen Berlin Ostbahnhof und Berlin Zoologischer Garten verkehrte und lediglich aus den Schlafwagen und ein bis zwei Sitzwagen bestand. Ab 1986 bekam der Saßnitz-Express neue Kurswagenläufe, an je zwei Tagen pro Woche Schlafwagen zwischen Belgrad bzw. Budapest und Malmö und an den drei übrigen Wochentagen einen Liegewagen Budapest – Malmö. Südlich von Berlin liefen diese Wagen je nach Richtung im Vindobona bzw. im Hungaria. Ein Jahr später wechselte die Deutsche Reichsbahn zum 15. Oktober 1987 den Endbahnhof in Berlin, der Saßnitz-Express bediente nicht mehr den Berliner Ostbahnhof, sondern den Bahnhof Berlin-Lichtenberg. Bis Lichtenberg wurde auch der D 1318/1319 als Zubringer von bzw. nach West-Berlin verlängert. Der Schlafwagen zwischen Moskau und Stockholm wurde im gleichen Jahr auf die Strecke zwischen Moskau und Malmö verkürzt. Zum Sommerfahrplan 1989 lagerten die beteiligten Bahnen die Kurswagen von Belgrad und Budapest in einen eigenständigen Zuglauf aus.

### 1992–1998/2000: Malmö – Berlin
Nach der Wende in der DDR gingen die Fahrgastzahlen spürbar zurück. Mit der Auflösung der Sowjetunion bestand auch kein Bedarf mehr für die Schlafwagenläufe nach Malmö und Oslo, die bis 1991 noch an einzelnen Wochentagen im Saßnitz-Express geführt worden waren. 1992 stellten DR und SJ auch den Schlafwagen Stockholm – Berlin ein. Der Sassnitz-Express blieb in den Folgejahren auf die Strecke zwischen Berlin und Malmö beschränkt, Kurswagenläufe gab es nicht mehr.
Während vor 1990 der Zug zwischen Berlin und Stralsund meistens über Neubrandenburg geführt wurde, verkehrte er in den 1990er Jahren in der Regel über Greifswald.
Ab Januar 1998 liefen die Fährschiffe der Königslinie statt des alten Stadthafens in Sassnitz den im Ortsteil Mukran gelegenen Fährhafen Mukran an, der 1986 für die Fährverbindung nach Klaipėda in Litauen errichtet worden war und mit der Stilllegung des alten Stadthafens als „Fährhafen Sassnitz“ bezeichnet wurde. Der D 318/319 erhielt den neuen Namen „Nils Holgersson“. Zwei Jahre später stellte die DB AG ihren Fernverkehr über die Königslinie ein. Die schwedische Staatsbahn SJ nahm daraufhin mit dem privaten Eisenbahnverkehrsunternehmen Georg Verkehrsorganisation als deutschem Partner den Berlin-Night-Express als Ersatz in Betrieb. Mit wechselnden schwedischen Partnern war dieser an bestimmten Tagen verkehrende Zug noch einige Jahre lang der einzig verbliebene über die Königslinie trajektierte Zug.

## Fahrzeugeinsatz

### Triebwagen

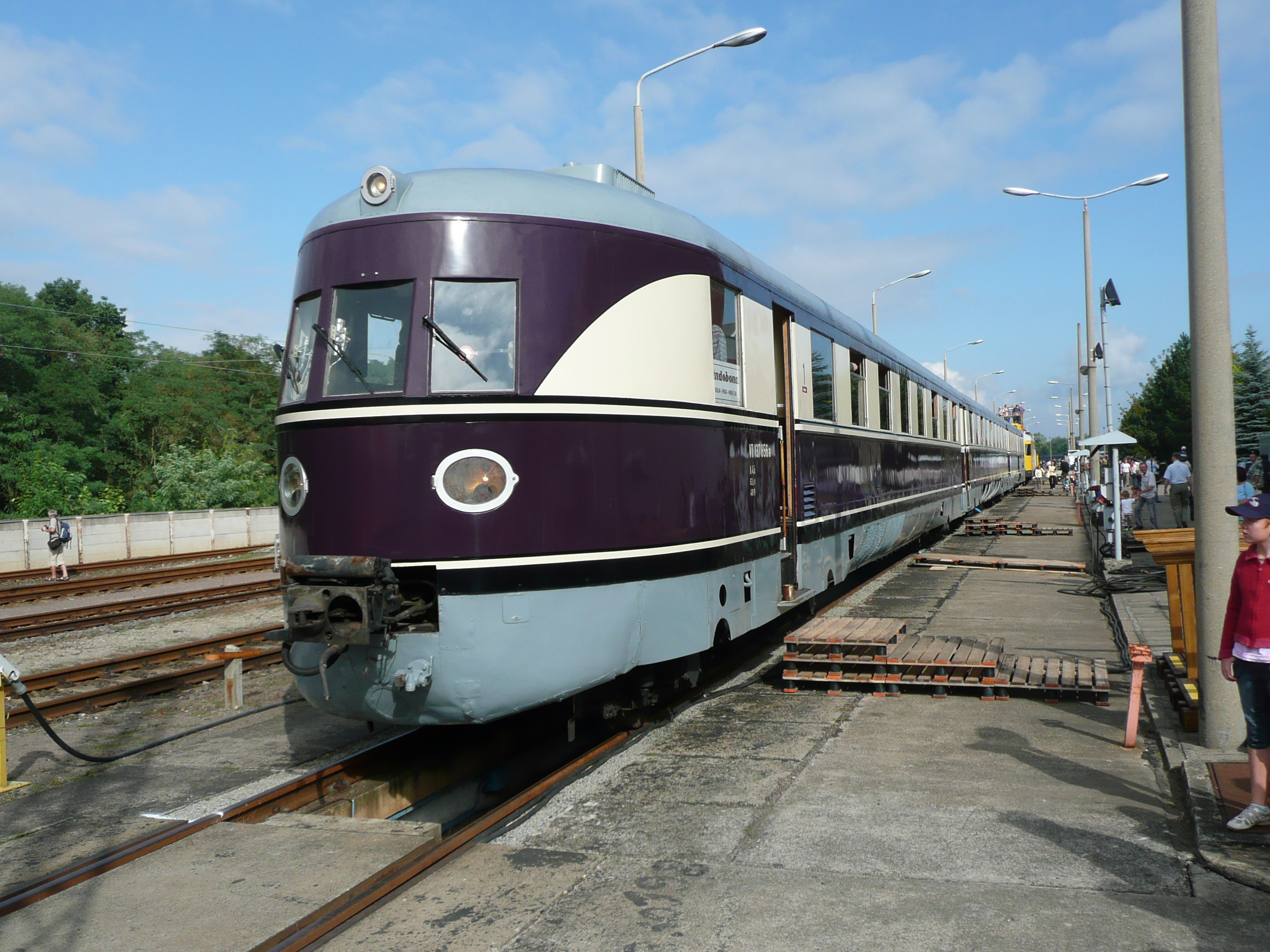
SVT Bauart Köln

Die Deutsche Reichsbahn setzte zur Betriebsaufnahme 1955 einen der drei ihr verbliebenen Vorkriegstriebwagen der Bauart Köln ein. 1957 löste ihn ein Triebwagen der Bauart Leipzig ab, da der Triebwagen der Bauart Köln für den neu eingeführten Vindobona zwischen Berlin und Wien benötigt wurde. Bereits ein Jahr später wurde der Saßnitz-Express in einen lokbespannten Zug umgewandelt.

### Lokomotiven
Der Lokomotiveinsatz ist nicht mehr für alle Fahrplanperioden und Teilstrecken bekannt. Zum Zeitpunkt der Umstellung auf einen lokomotivbespannten Zug herrschte 1958 noch die Dampftraktion vor. Beide deutsche Bahnen brachten vorwiegend ihre diversen Pacific-Bauarten zum Einsatz. Lediglich zwischen München und Regensburg war die Strecke der Bundesbahn elektrifiziert. Sie setzte dort in der Regel die Baureihe E 18 ein. Nördlich von Regensburg kamen Lokomotiven der Baureihe 01 des Bahnbetriebswerks Hof zum Einsatz. Die Deutsche Reichsbahn nutzte überwiegend Lokomotiven der DR-Baureihe 03 und der DR-Baureihe 03.10. Für die Mittelgebirgsabschnitte nördlich von Hof bis Halle kamen Personenzuglokomotiven der DR-Baureihe 38.10 zum Einsatz, da wegen der Steigungen und geringen zulässigen Achslasten auf der Nebenbahn Mehltheuer–Weida weder die Baureihe 03 noch die ansonsten ab Hof vor Schnellzügen eingesetzten Lokomotiven der DR-Baureihe 39 verwendet werden konnten.
Ab 1959 verkehrte der Zug über die auf westdeutscher Seite bis Probstzella elektrifizierte Frankenwaldbahn. Die DB setzte dort noch lange fast ausschließlich Vorkriegs-Elektrolokomotiven ein, neben E 18 auch die äußerlich sehr ähnlichen E 19. In der DDR kamen bis Saalfeld, wo auf die Baureihe 03 umgespannt wurde, 1959 Personenzuglokomotiven der Baureihen 65.10 und 38.10 zum Einsatz, da die Segmentdrehscheibe im Grenzbahnhof Probstzella keine Wende von größeren Lokomotiven zuließ. Erst nach dem Bau einer Umgehungskurve im Zuge der Grenzsicherungsmaßnahmen im Jahr 1961 konnten Schnellzugdampflokomotiven über eine Dreieckfahrt wenden. Diese wurden dann auch vor dem Saßnitz-Express eingesetzt, jedoch südlich von Berlin im Zuge des auch bei der Deutschen Reichsbahn einsetzenden Strukturwandels in den 1960er Jahren schrittweise durch Diesellokomotiven der DR-Baureihe V 180 ersetzt.
Während der kurzzeitigen erneuten Führung über Hof ab 1972 kamen bei der Deutschen Bundesbahn nördlich von Regensburg bereits Diesellokomotiven der DB-Baureihe 218 zum Einsatz. Die Deutsche Reichsbahn hatte im Bahnbetriebswerk Reichenbach Diesellokomotiven der Baureihe V 180 beheimatet, die den Zug bis Berlin bespannten. Nördlich von Berlin – wo der Saßnitz-Express ab 1973 seinen südlichen Endpunkt hatte – blieben dagegen bis 1979 die ölgefeuerten und mit neuen Kesseln rekonstruierten Dreizylinder-Lokomotiven der Baureihe 03.10 des Bahnbetriebswerks Stralsund im Einsatz. Sie wurden von den aus der Sowjetunion beschafften Diesellokomotiven der DR-Baureihe 132 abgelöst. Mit der schrittweisen Elektrifizierung der Strecke zwischen Berlin und Saßnitz ging die Bespannung des Saßnitz-Express bis Mitte 1989 an die DR-Baureihe 243 über. Nach der Wende kam zuletzt die aus der Baureihe 243 abgeleitete schnellere Variante der DR-Baureihe 212 zum Einsatz.

### Wagenpark
Die Wagen für den lokomotivbespannten Saßnitz-Express wurden überwiegend von der Deutschen Reichsbahn (DR) gestellt. In der Zeit des Durchlaufs bis München übernahm auch die Deutsche Bundesbahn (DB) in den Jahren von 1957 bis 1979 einen Teil der Wagengestellung, wobei nach Einstellung des Durchlaufs ab München 1973 lediglich noch der Hannoveraner Kurswagen von der DB gestellt wurde. In Schweden erhielt der Zug jeweils ergänzende Sitzwagen der schwedischen Staatsbahn.
Die Schlaf- und Liegewagen wurden überwiegend von der MITROPA betrieben, lediglich die zeitweise verkehrenden Kurswagen aus den diversen osteuropäischen Hauptstädten wurden jeweils von den dortigen Staatsbahnen gestellt (nach Warschau durch die PKP, nach Moskau durch die SŽD, nach Budapest durch die MÁV und nach Belgrad durch die JŽ). Eine Ausnahme war der Schlafwagen Stockholm – Berlin, der bis 1968 von der schwedischen SJ kam, danach aber ebenfalls an die MITROPA überging. Speisewagen führte der Saßnitz-Express nur auf Teilstrecken, diese stellte ebenfalls meist die MITROPA. Lediglich 1972/73 erhielt der Zug zwischen München und Berlin für ein Jahr einen kombinierten Sitz-/Speisewagen der DB, der von der westdeutschen DSG bewirtschaftet wurde.